# Tatiana Baillayre
Tatiana Baillayre (n. 13 decembrie 1916, Petrograd, Imperiul Rus – d. 1 ianuarie 1991, București) a fost o graficiană română, membră al Grupului Grafic și al grupului de artiști de la Bocșa Montană.

## Biografie
Tatiana Baillayre, cunoscută și ca Tania Baillayre sau Balier, a fost fiica pictorului de origine franceză Auguste Baillayre (1879-1962), profesor și director (1940-1941) al Academiei de Artă din Chișinău. Mama sa a fost pictorița din Basarabia Lidia Arionescu-Baillayre.
A studiat la Facultatea de Litere de la Sorbona, Paris, și apoi a urma cursuri de artă la Școala de Arte plastice din Chișinău și la Academia de arte din București unde l-a avut profesor pe Jean Alexandru Steriadi și a fost laureată, în anul 1940, al Premiului Anastase Simu pentru grafică.
A fost căsătorită cu graficianul Gheorghe Ceglokoff.

## Activitatea artistică
Tatiana Baillayre și-a expus lucrările la numeroase saloane oficiale naționale precum și în numeroase expoziții personale din țară - București (1945, 1957, 1964, 1967, 1971, 1974, 1976, 1980, 1983), Cluj-Napoca (1948), Banat (1958), Timișoara (1974) - și din străinătate - Stockholm, împreună cu alți artiști ai Grupului Grafic, China, Uniunea Sovietică, Buenos Aires, Memphis, Torino, Londra, Paris.
A realizat portrete, compoziții și peisaje folosind tehnici variate precum gravura, acuarela, desenul și pictura și a ilustrat diferite ediții de carte.